# Pycnogonum buticulosum
Pycnogonum buticulosum är en havsspindelart som beskrevs av Hedgpeth, J.W. 1949. Pycnogonum buticulosum ingår i släktet Pycnogonum och familjen Pycnogonidae. Inga underarter finns listade i Catalogue of Life.